# Belgische kampioenschappen atletiek 2006
In 2006 werden de Belgische kampioenschappen atletiek Alle Categorieën gehouden op 8 en 9 juli in het Koning Boudewijnstadion in Brussel, met uitzondering van het kogelslingeren, dat op 9 juli 2006 plaatsvond in Kessel-Lo.
Bij de editie van 2006 werden op zondag alle finales verwerkt.
De nationale kampioenschappen 10.000 m voor mannen en vrouwen en 3000 m steeple voor vrouwen werden op 4 juli 2006 verwerkt in het Gaston Reiffstadion te Eigenbrakel.

## Uitslagen
| Atleet                | Prestatie  | Onderdeel            | Atlete              | Prestatie  |
| --------------------- | ---------- | -------------------- | ------------------- | ---------- |
| Anthony Ferro         | 10,46      | 100 m                | Kim Gevaert         | 11,04      |
| Cédric Van Branteghem | 20,92      | 200 m                | Kim Gevaert         | 22,20      |
| Jonathan Borlée       | 46,81      | 400 m                | Kristine Strackx    | 54,90      |
| Thomas Matthys        | 1.52,64    | 800 m                | Lieselot Matthys    | 2.07,95    |
| Matthieu Vandiest     | 3.55,62    | 1500 m               | Veerle Dejaeghere   | 4.22,90    |
| Jesse Stroobants      | 14.11,98   | 5.000 m              | Anja Smolders       | 16.32,75   |
| Guy Fays              | 30.12,46 * | 10.000 m             | Mounia Aboulahcen   | 34.34,36 * |
| -                     | -          | 100 m horden         | Eline Berings       | 13,33      |
| Jonathan N'Senga      | 13,73      | 110 m horden         | -                   | -          |
| Pieter De Schepper    | 51,82      | 400 m horden         | Ellen Cochuyt       | 59,50      |
| Koen Wilssens         | 8.50,87    | 3000 m steeplechase  | Veerle Dejaeghere   | 9.51,03 *  |
| Stijn Stroobants      | 2,14       | hoogspringen         | Sabrina De Leeuw    | 1,74       |
| Kevin Rans            | 5,50       | polsstokhoogspringen | Karen Pollefeyt     | 3,75       |
| Michael Velter        | 7,66       | verspringen          | Tia Hellebaut       | 6,35       |
| Djeke Mambo           | 16,15      | hink-stap-springen   | Jolien Van Brempt   | 12,34      |
| Wim Blondeel          | 18,71      | kogelstoten          | Veerle Blondeel     | 15,66      |
| Milosz Tomanek        | 53,28      | discuswerpen         | Veerle Blondeel     | 55,40      |
| Loic Lemaitre         | 68,80      | speerwerpen          | Sofie Schoenmaekers | 47,91      |
| Walter De Wyngaert    | 63,45 **   | hamerslingeren       | Irina Sustelo       | 54,29 **   |

 * Gelopen op 4 juli 2006 in Eigenbrakel

 ** Het hamerslingeren vond op 9 juli 2006 plaats in Kessel-Lo
1889 · 
1890 · 
1891 · 
1892 · 
1893 · 
1894 · 
1895 · 
1896 · 
1897 · 
1898 · 
1899 · 
1900 · 
1901 · 
1902 · 
1903 · 
1904 · 
1905 · 
1906 ·
1907 ·
1908 · 
1909 · 
1910 · 
1911 · 
1912 · 
1913 · 
1914 · 
1919 · 
1920 · 
1921 · 
1922 · 
1923 · 
1924 · 
1925 · 
1926 · 
1927 · 
1928 · 
1929 · 
1930 · 
1931 · 
1932 · 
1933 · 
1934 · 
1935 · 
1936 · 
1937 · 
1938 · 
1939 · 
1940 · 
1941 · 
1942 · 
1943 · 
1944 · 
1945 · 
1946 · 
1947 · 
1948 · 
1949 · 
1950 · 
1951 · 
1952 · 
1953 · 
1954 · 
1955 · 
1956 · 
1957 · 
1958 · 
1959 · 
1960 · 
1961 · 
1962 · 
1963 · 
1964 · 
1965 · 
1966 · 
1967 · 
1968 · 
1969 · 
1970 · 
1971 · 
1972 · 
1973 · 
1974 · 
1975 · 
1976 · 
1977 · 
1978 · 
1979 · 
1980 · 
1981 · 
1982 · 
1983 · 
1984 · 
1985 · 
1986 · 
1987 · 
1988 · 
1989 · 
1990 · 
1991 · 
1992 · 
1993 · 
1994 ·
1995 · 
1996 · 
1997 · 
1998 · 
1999 · 
2000 · 
2001 · 
2002 · 
2003 · 
2004 · 
2005 · 
2006 · 
2007 · 
2008 · 
2009 · 
2010 · 
2011 · 
2012 · 
2013 · 
2014 · 
2015 · 
2016 · 
2017 · 
2018 · 
2019 · 
2020 · 
2021 · 
2022 · 
2023 · 
2024